# Odontites jaubertiana
Odontites jaubertiana är en snyltrotsväxtart som först beskrevs av Alexandre Boreau, och fick sitt nu gällande namn av David Nathaniel Friedrich Dietrich och Walpers. Odontites jaubertiana ingår i släktet rödtoppor, och familjen snyltrotsväxter. Inga underarter finns listade i Catalogue of Life.